# Zaglyptomorpha gabrieli
Zaglyptomorpha gabrieli là một loài tò vò trong họ Ichneumonidae.